# Port lotniczy Tabligbo
Port lotniczy Tabligbo – port lotniczy zlokalizowany w mieście Tabligbo w Togo.